# Lamoille County
Lamoille County is een van de 14 county's in de Amerikaanse staat Vermont.
De county heeft een landoppervlakte van 1.194 km² en telt 23.233 inwoners (volkstelling 2000). De hoofdplaats is Hyde Park.

## Bevolkingsontwikkeling
Addison · Bennington · Caledonia · Chittenden · Essex · Franklin · Grand Isle · Lamoille · Orange · Orleans · Rutland · Washington · Windham · Windsor